# Xã Montville, Quận Medina, Ohio
Xã Montville (tiếng Anh: Montville Township) là một xã thuộc quận Medina, tiểu bang Ohio, Hoa Kỳ. Năm 2010, dân số của xã này là 11.185 người.